# Yeot
Gli yeot sono dolci coreani a base di cereali rientranti fra gli hangwa (dolcetti tradizionali coreani).

## Caratteristiche
Lo yeot può presentare una forma solida o liquida (mullyeot) e può essere a base di riso, riso glutinoso, sorgo, mais o patate dolci. Durante la preparazione dello yeot gli ingredienti cotti al vapore vengono leggermente fermentati e fatti bollire. Quando lo yeot viene bollito per un periodo più breve esso diviene uno sciroppo che prende il nome di jocheong (조청), ingrediente che viene usato per preparare altri hangwa o insaporire biscotti come i tteok. Al contrario, se lo yeot viene bollito per un lasso di tempo più lungo diverrà solido e prenderà il nome di gaeng yeot (갱엿).

## Varianti
Esistono molte varianti di yeot che comprendono lo hwanggollyeot (황골엿), composto da una miscela di riso, mais e malto e il kkaeyeot (깨엿) al sesamo. Inoltre, sulla sola isola di Jeju, sono preparati innumerevoli tipi di yeot fra cui il dangnyeot (닭엿), con miglio e pollo, il kkwongnyeot (꿩엿), a base di miglio glutinoso e carne di fagiano, e l''haneuraegiyeot (하늘 애기 엿), una specialità con miglio ed haneulaegi.

## Nella cultura di massa
Già nel sedicesimo secolo, gli yeot erano usati come eufemismo in riferimento al pene a causa della loro forma fallica.
Il termine del registro colloquiale coreano "mangia yeot" (엿 먹어라) ha una connotazione volgare e può essere traducibile in "fottiti". Il lemma nacque nel 1964 in seguito agli esami di ammissione alla scuola media del 1964, durante i quali alla domanda a risposte multiple "Quale dei seguenti ingredienti può essere usato al posto dell'olio di yeot per fare lo yeot?" molti studenti risposero, erroneamente, che l'ingrediente base fosse il succo di ravanello coreano invece che le diastasi (in Corea è infatti diffusa l'idea che lo yeot venga prodotto dal ravanello coreano). Dal momento che molti studenti furono penalizzati da tale errore, i loro genitori manifestarono in segno di protesta di fronte agli organi governativi dell'educazione invitando i funzionari a "mangiare lo yeot".